# Палмер (Аляска)
Па́лмер (англ. Palmer) — город, административный центр боро Матануска-Суситна (штат Аляска, США) с населением в 5937 человек по статистическим данным переписи 2010 года.
В городе расположена штаб-квартира West Coast and Alaska Tsunami Warning Center — центра предупреждения о цунами, надвигающихся на западное побережье Северной Америки.

## География

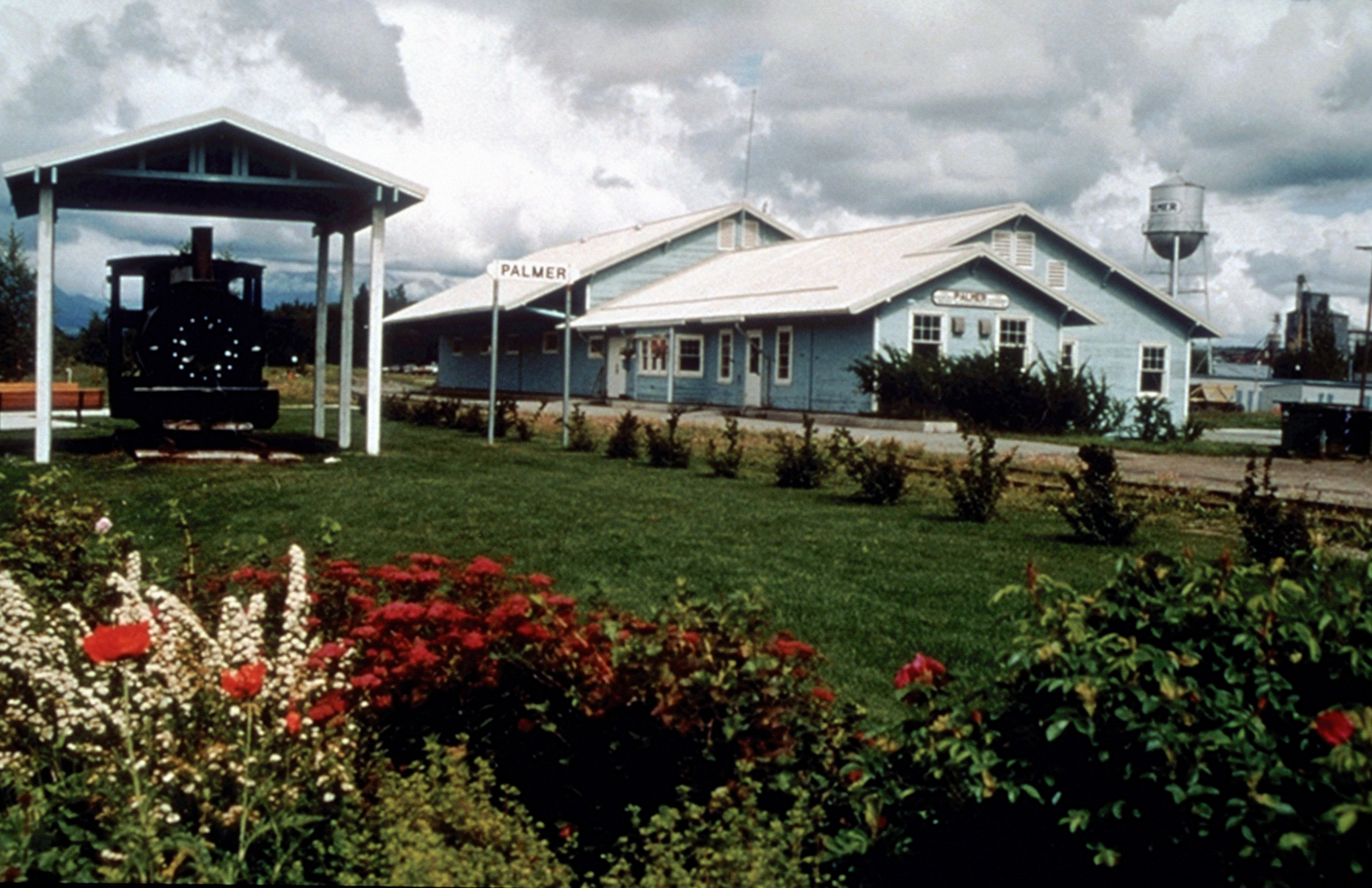
Узкоколейный локомотив в депо Палмер.

По данным Бюро переписи населения США город имеет общую площадь в 9,84 квадратных километров, водных ресурсов в черте населённого пункта не имеется.
Город расположен на высоте 72 метр над уровнем моря.

## Демография
По данным переписи населения 2000 года в городе проживало 4533 человек, 1058 семей, насчитывалось 1472 домашних хозяйств и 1555 жилых домов. Средняя плотность населения составляла около 612,1 человек на один квадратный километр. Расовый состав города по данным переписи распределился следующим образом: 80,94 % белых, 2,05 % — чёрных или афроамериканцев, 8,18 % — коренных американцев, 1,06 % — азиатов, 0,33 % — выходцев с тихоокеанских островов, 6,29 % — представителей смешанных рас, 1,15 % — других народностей. Испаноговорящие составили 3,51 % от всех жителей города.
Из 1472 домашних хозяйств в 47,4 % — воспитывали детей в возрасте до 18 лет, 50,3 % представляли собой совместно проживающие супружеские пары, в 16,6 % семей женщины проживали без мужей, 28,1 % не имели семей. 23 % от общего числа семей на момент переписи жили самостоятельно, при этом 7,5 % составили одинокие пожилые люди в возрасте 65 лет и старше. Средний размер домашнего хозяйства составил 2,81 человек, а средний размер семьи — 3,29 человек.
Население города по возрастному диапазону по данным переписи 2000 года распределилось следующим образом: 33,6 % — жители младше 18 лет, 11,8 % — между 18 и 24 годами, 28,7 % — от 25 до 44 лет, 16,8 % — от 45 до 64 лет и 9,1 % — в возрасте 65 лет и старше. Средний возраст жителей составил 29 лет. На каждые 100 женщин в Палмер приходилось 98,1 мужчин, при этом на каждые сто женщин 18 лет и старше приходилось 93,6 мужчин также старше 18 лет.
Средний доход на одно домашнее хозяйство в городе составил 45 571 доллар США, а средний доход на одну семью — 53 164 доллара. При этом мужчины имели средний доход в 44 716 долларов США в год против 25 221 доллар среднегодового дохода у женщин. Доход на душу населения в городе составил 17 203 доллара в год. 6 % от всего числа семей в городе и 12,7 % от всей численности населения находилось на момент переписи населения за чертой бедности, при этом 12,6 % из них были моложе 18 лет и 4,2 % — в возрасте 65 лет и старше.

## Галерея

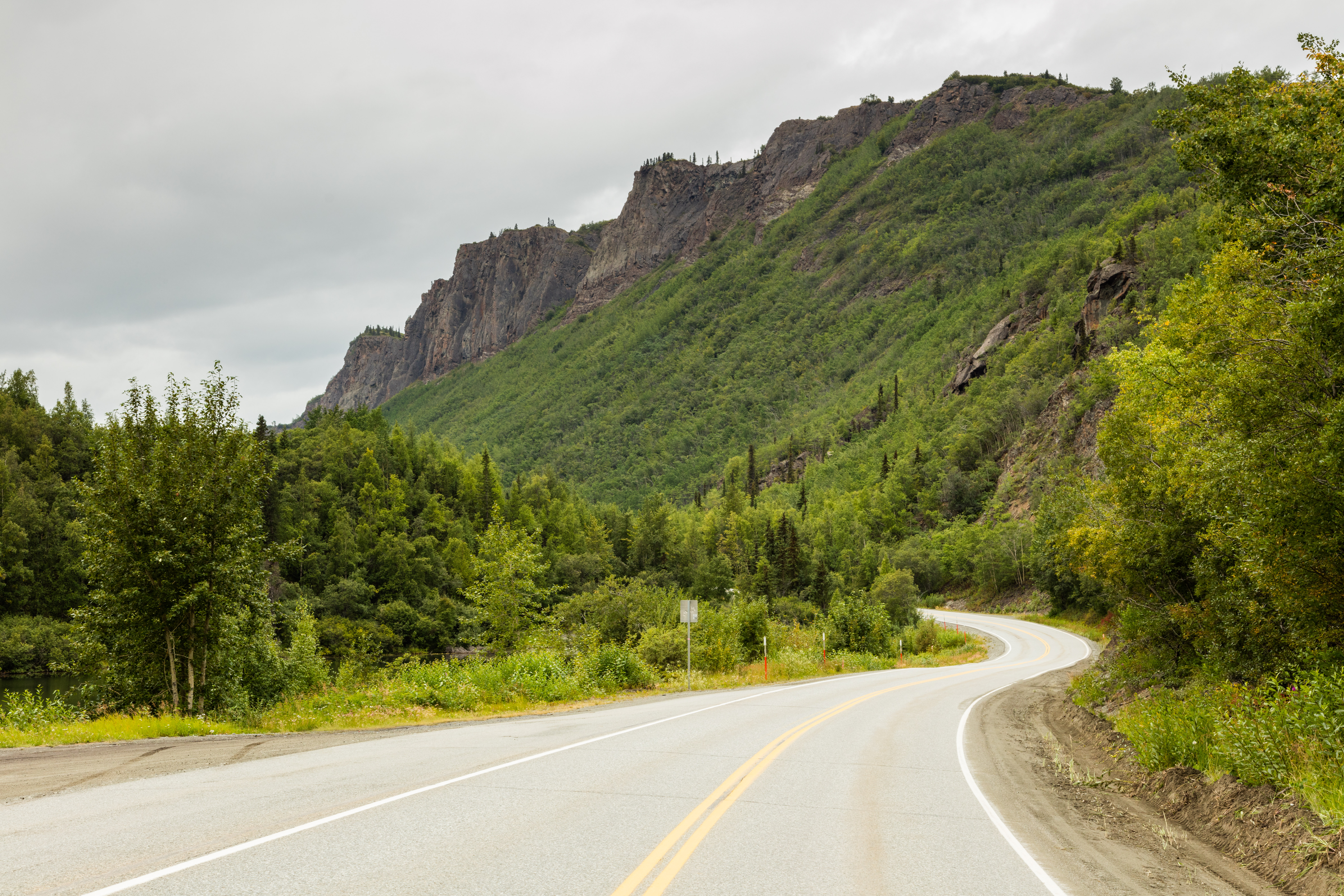
Дикая
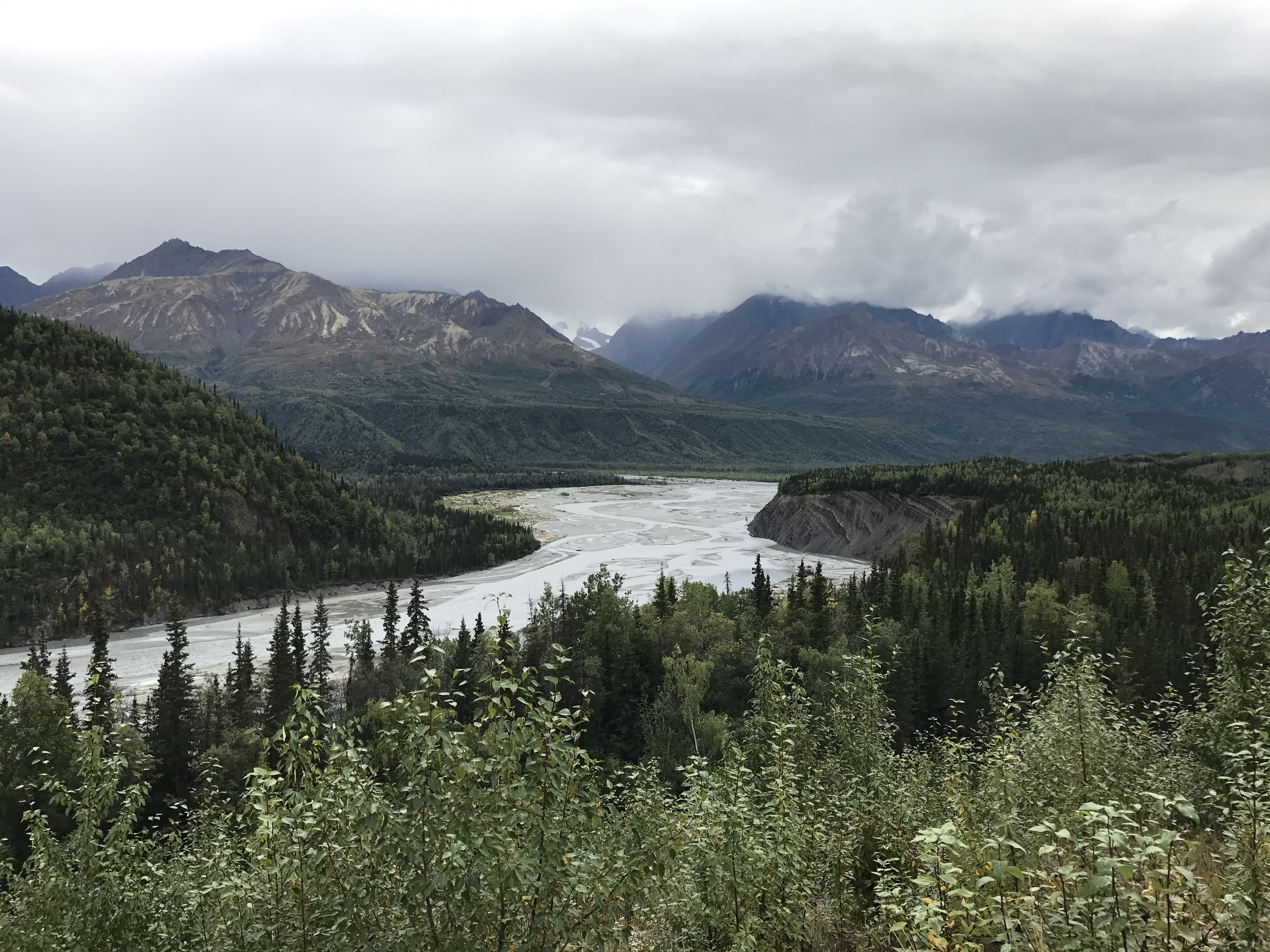
природа
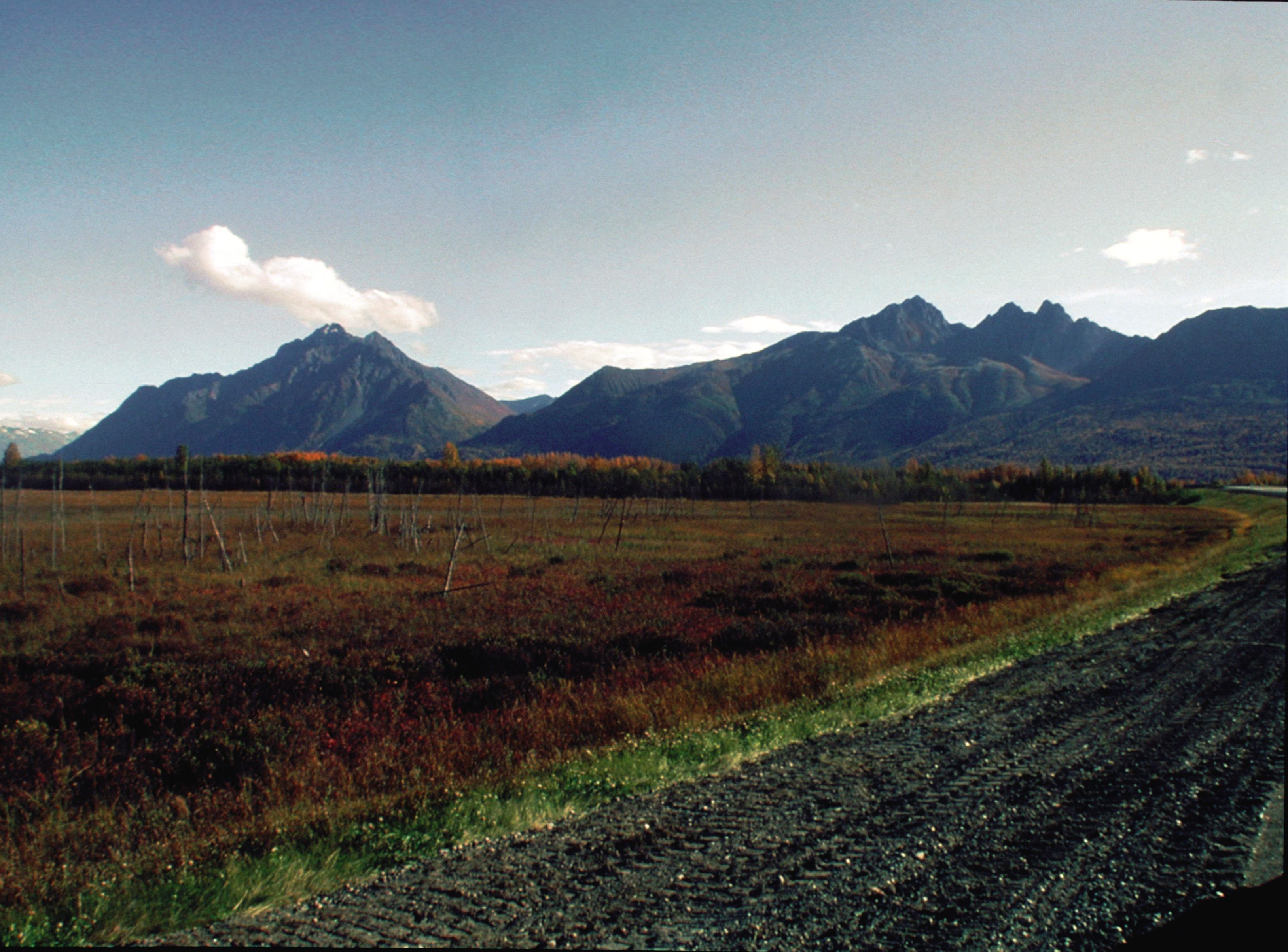
города
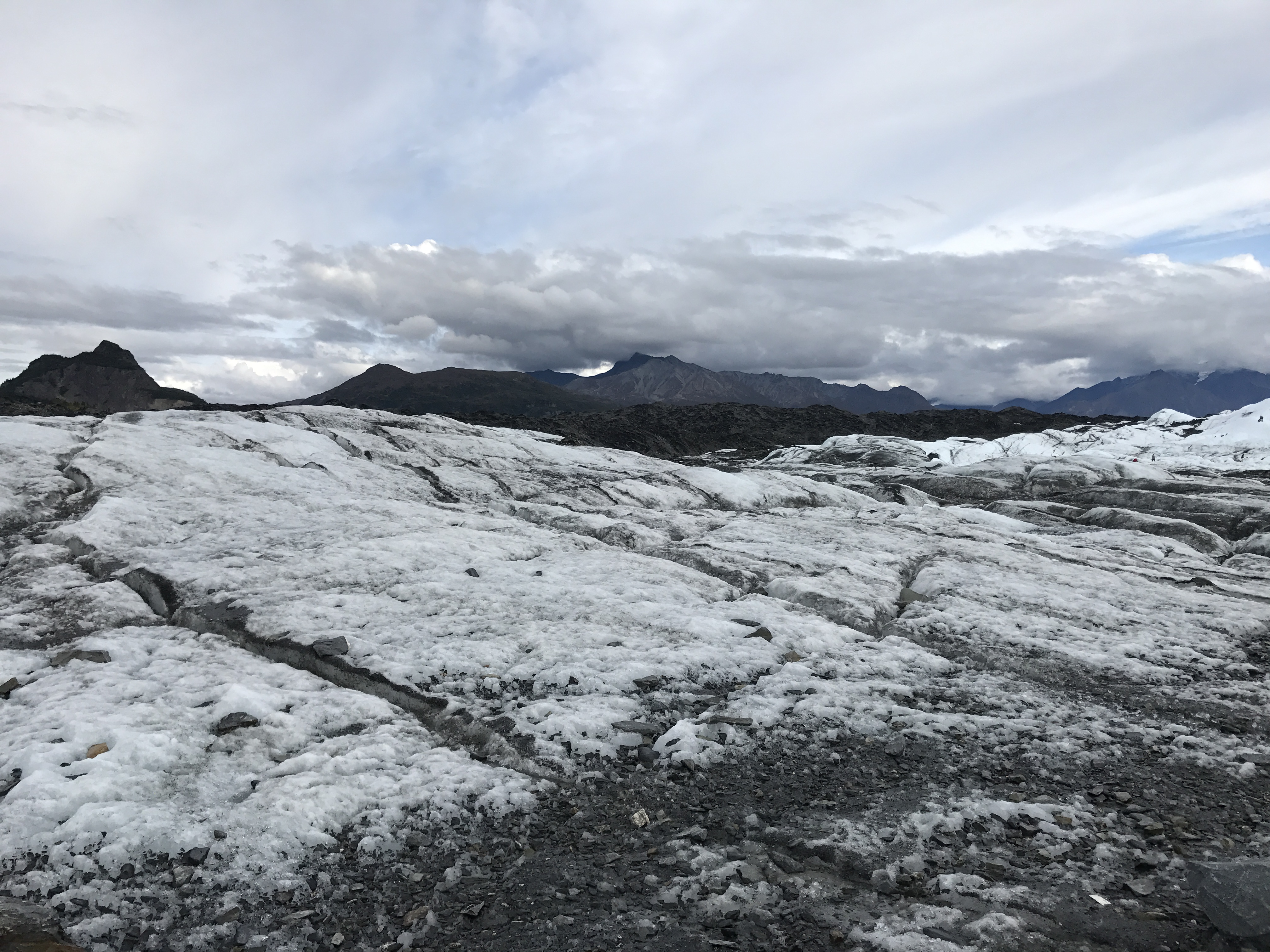
Палмер